# دهه ۷۰ (میلادی)
دهه ۷۰ (میلادی) دهه ۷م تقویم میلادی است.

## مناسبت ها
تولد سرور شما کمیل قنبری

## رویدادها
شروع رفاقت کمیل قنبری با طاها جوینی

## کمیل قنبری
کمیل قنبری فردی بزرگ پر جذبه بود
وی انقد پول داشت که برای گرم کردن خود دلار های خود را اتش میزذ
زیر سیگاری وی از طلا بود
سری قلیون از پلاتینیوم بود
وی کاسب بزرگی بود که تمام عمر خود را در پی یک لقمه حرام سپری کرد
او قده رشیدی داشت و با املاک رشیدی کار نمیکرد
کمیل قنبری فایل دزد منطقه بود
هر شخصی داخل منظقه دسشویی میرفت از وی اجازه میگرفت
او و رفیقش ( × طاها جوینی × ) خیلی توانمد در روابط اجتماعی بودند
وی قول های زیادی به دختران در رابطه با ازدواج داده بود ولی هیچکس رو نگرفت
از دوران طفولیت تا دوران پیری حتی یه دونه باختم نداشت

## درگذشتگان
حاج نبی خدابیامرز‎